# Харьявалта
Ха́рьявалта (фин. Harjavalta) — город в провинции Сатакунта в губернии Западная Финляндия. Основан в 1869 году и находится на трассе № 2 Хельсинки — Пори на расстоянии менее 30 км от Пори. Статус города получил в 1977 году. Площадь города составляет 127,76 км², население 7 540 человек, а плотность 61,07 человека/км².

## История

### Достопримечательности
Одной из достопримечательностей города является музей Эмиля Цедеркрейца (Emil Cedercreutz), а также старинное родовое имение Уотила (Uotila).

## Экономика
В 1920 году в Харьявалта основан концерн «Puustelli». Мебельная фабрика работает над производством кухонной мебели уже 85 лет и добилась в этом больших успехов. Более 30 % кухонь продаваемых в Финляндии произведено в «Puustelli».
В Харьявалта находится единственный в Финляндии никелерафинировочный завод, построенный в 1959 году. В 2007 году завод приобрела российская компания «Норильский никель», заплатив за активы американской компании OM Group 318 миллионов евро. Выручка завода в 2006 году составила € 698 млн, прибыль от продаж — € 147 млн. На комбинате заняты 215 работников. При полной загрузке завод Харьявалта производит порядка 60 000 тонн никеля. Планируется строительство дополнительных производственных мощностей. «Норильский никель» намеревается увеличить коммерческий оборот завода в Харяьвалта до 1,20 миллиарда евро в год. В 2009 году из-за недозагрузки рафинировочных мощностей завода Харьявалта вследствие срыва графика поставки сырья компанией Talvivaara Mining Company Plc производство никеля значительно сократилось.